# Kompatybilizm
Kompatybilizm – stanowisko filozoficzne, zgodnie z którym wolna wola i determinizm są ideami zgodnymi, tak że da się wierzyć i w jedno, i w drugie bez popadania w logiczną niespójność .
Kompatybiliści wierzą, że wolność może być obecna lub nieobecna w różnych sytuacjach z powodów, które nie mają nic wspólnego z metafizyką. Przykładowo, sądy mogą wydawać orzeczenia o tym, czy osoba działała z wolnej nieprzymuszonej woli w pewnych okolicznościach bez wdawania się w metafizykę. Podobnie wolność polityczna jest koncepcją niemetafizyczną. Tak też kompatybiliści definiują wolną wolę jako wolność działania zgodnie ze zdeterminowanymi wewnętrznie motywami, bez arbitralnych przeszkód ze strony innych osób czy instytucji.

## Historia
Kompatybilizmu bronili stoicy oraz scholastycy ze św. Tomaszem z Akwinu, a w filozofii nowożytnej m.in. David Hume i Thomas Hobbes. Samo pojęcie zostało ukute dopiero w XX w. Współcześnie kompatybiliści stanowią szeroki nurt, do którego zalicza się m.in. Daniela Dennetta, egzystencjalistę Frithjof Bergmanna, George'a Edwarda Moore'a, Alfreda Julesa Ayera czy Petera F. Strawsona.
Daniel Dennett skomentował raz kwestię relacji wolnej woli do determinizmu następującymi słowami: „Determinizm jest przyjacielem, a nie wrogiem, tych, którzy nie lubią nieuchronności”.
W amerykańskim badaniu z 2009 przeprowadzonym na 438 zawodowych filozofach i doktorantach filozofii, jako „akceptujący kompatybilizm” definiowało się 27% z nich, natomiast jako „skłaniający się w kierunku kompatybilizmu” - 24,4. Dla porównania - dla libertarianizmu (uznania pełnej wolnej woli) było to odpowiednio 8,9% i 9,3%, a dla determinizmu (uznaniu pełnego braku wolnej woli) – 7,3% i 7,9%.

## Definiowanie wolnej woli

Artur Schopenhauer

Kompatybiliści często definiują „wolną wolę” jako sytuację, w której osoba miała wolność, by działać zgodnie ze swą własną motywacją, tzn. nie była przymuszana lub ograniczana. Einstein sparafrazował znane tezy Schopenhauera słowami: „Człowiek może robić, co chce, ale nie może chcieć, co chce”. Innymi słowy, chociaż osoba może często być wolną, by działać zgodnie z motywem, natura tego motywu jest zdeterminowana.
Zauważmy też, że ta definicja wolnej woli nie opiera się na prawdziwości lub fałszywości przyczynowego determinizmu. Pogląd ten czyni też wolną wolę pojęciem zbliżonym do autonomii, czyli możliwości życia zgodnie ze swymi własnymi regułami, w odróżnieniu od bycia poddanym zewnętrznej dominacji.

### Możliwościjako wyobrażenia

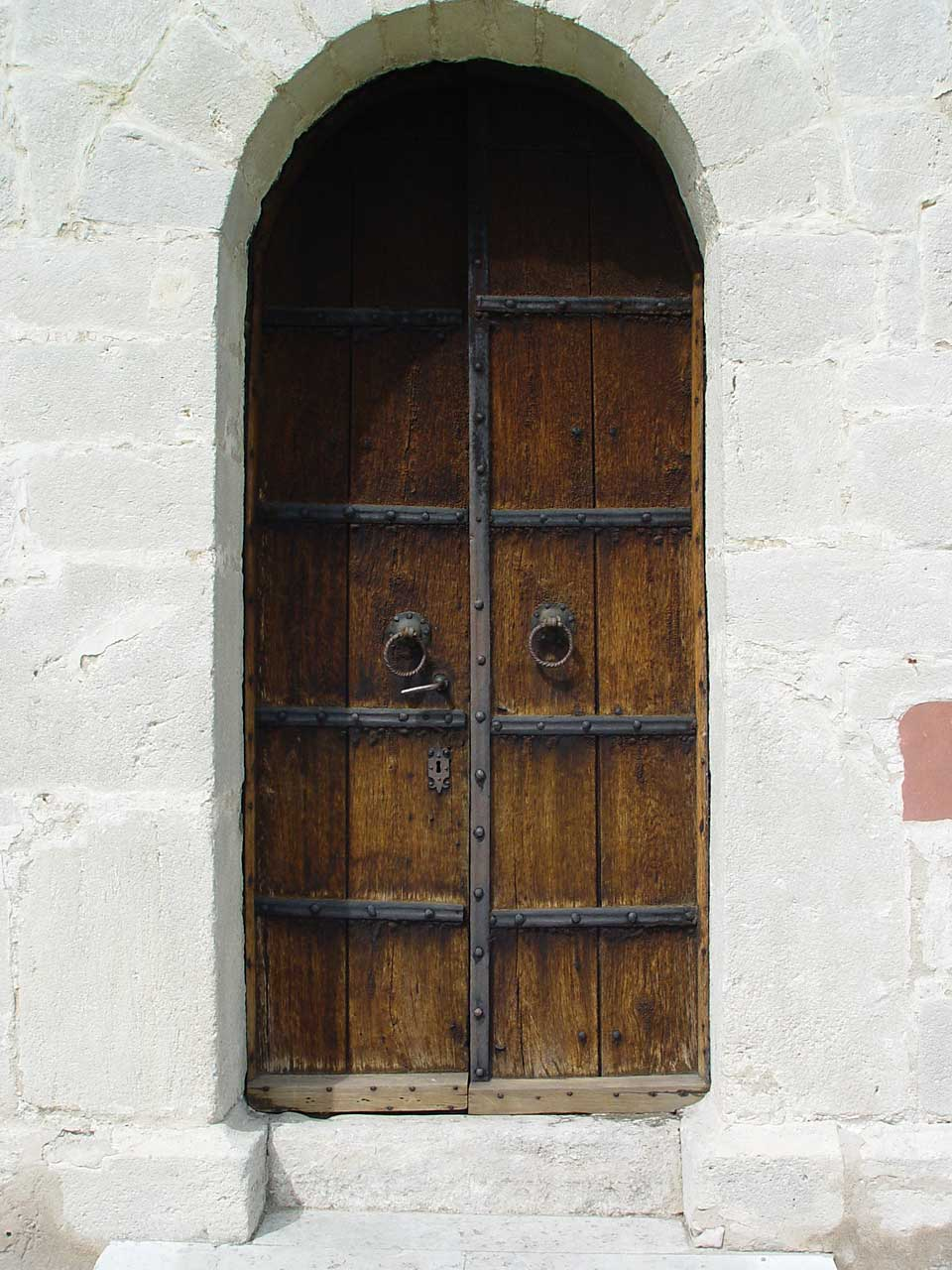
Mówienie, że "ktoś może być za tymi drzwiami" wyraża tylko niewiedzę co do jednej, zdeterminowanej rzeczywistości

Kompatybilista często będzie utrzymywał, że zarówno determinizm przyczynowy (wszystkie zjawiska mają przyczyny), jak i determinizm logiczny (przyszłość jest już ustalona) są prawdziwe. A zatem twierdzenia o przyszłości (np. „jutro będzie padać”) są albo prawdziwe, albo fałszywe, gdy mówi się o nich dziś.
Hume dodaje do tego, że wolna wola kompatybilisty nie powinna być rozumiana jako jakiś rodzaj możliwości innego wyboru w identycznej sytuacji. Kompatybilista wierzy, że osoba zawsze podejmuje tę prawdziwie jedyną możliwą decyzję, jaka jest możliwa. Mówienie o alternatywach jest tu jedynie hipotetyczne. Jeśli kompatybilista mówi „Mogę jutro cię odwiedzić, a mogę nie”, nie podnosi on metafizycznego twierdzenia, że jest wiele możliwych przyszłości. Mówi przez to tylko, że nie wie, jaka ta zdeterminowana przyszłość będzie.

## Konsekwencje etyczne
Kompatybilista może argumentować, iż determinizm jest nie tylko kompatybilny z każdą dobrą definicją wolnej woli, lecz właściwie konieczny. Jeśli działania osoby są niezdeterminowane przez jej przekonania, pragnienia i osobowość, to jak mogłaby ona być moralnie odpowiedzialna za te działania?
W praktyce systemy etyczne kompatybilistów mają wiele wspólnego z tymi inkompatybilistycznych deterministów (choć może nie inkompatybilistycznych libertarian). Jest tak, ponieważ zarówno twardzi determiniści, jak i kompatybiliści stosują systemy etyczne, które uwzględniają, że ludzkie motywy są w pełni zdeterminowane.

## Krytyka

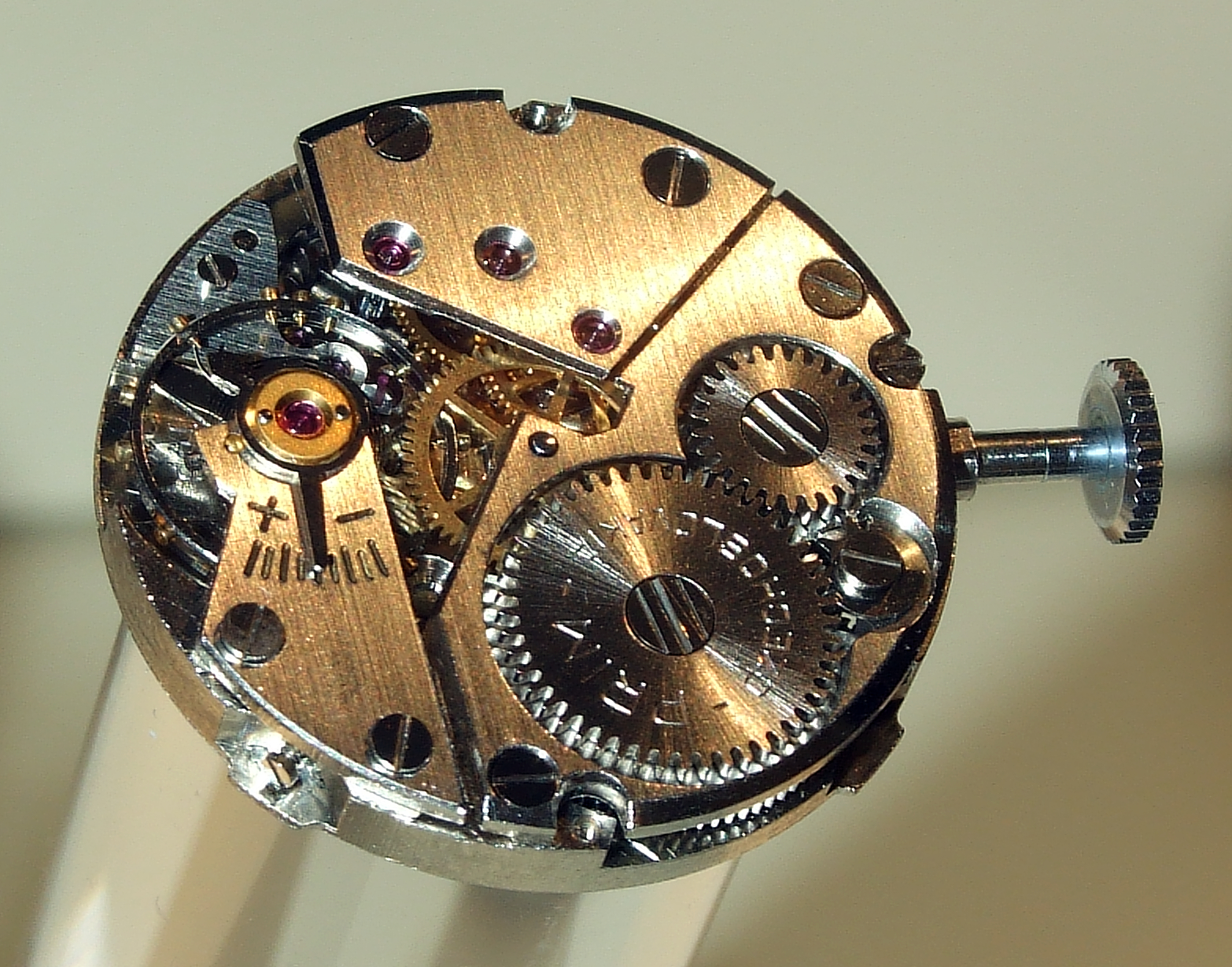
Kompatybilizm ma wiele wspólnego z tzw. twardym determinizmem, wliczając tu systemy etyczne i wiarę w sam Determinizm

Krytycy kompatybilizmu często skupiają się na definicji(-ach) wolnej woli. Inkompatybiliści mogą argumentować, że kompatybiliści pokazują, że coś jest zgodne z determinizmem, lecz ich zdaniem to coś nie powinno nazywać się „wolną wolą”. Inkompatybiliści mogliby zaakceptować „wolność działania” jako konieczne kryterium wolnej woli, lecz wątpią, że jest ono dostateczne. W istocie wymagają oni czegoś więcej od „wolnej woli”. Inkompatybiliści wierzą, że wolna wola odnosi się do autentycznych (np. absolutnych, ostatecznych) alternatywnych możliwości przekonań, pragnień lub działań, a nie po prostu tych innych niż faktyczne.
W obliczu standardowego argumentu przeciw wolnej woli wielu kompatybilistów wybiera determinizm, tak iż ich działania są odpowiednio zdeterminowane przez ich racje, motywy i pragnienia. Kompatybilistów oskarża się czasem o to, że w rzeczywistości są twardymi deterministami, których motywuje brak spójnego, harmonijnego systemu przekonań moralnych.
Kompatybilistów zwie się czasem „miękkimi deterministami”, w rozumieniu pejoratywnym (pojęcie Williama Jamesa). James oskarżył ich o tworzenie „trzęsawiska wykrętów” poprzez kradzież imienia wolności, by zamaskować faktycznie wyznawany determinizm. Immanuel Kant nazwał go „wybiegiem” i „małostkowym nicowaniem słów”. Argument Kanta opiera się na poglądzie, że podczas gdy wszelkie zjawiska empiryczne muszą wynikać z determinujących je przyczyn, ludzka myśl wprowadza coś najwyraźniej nie do odnalezienia gdzie indziej w przyrodzie – możliwość ujęcia świata w sensie tego, jakim on powinien być czy też jakim mógłby inaczej być. Dla Kanta subiektywne rozumowanie jest koniecznie oddzielone od tego, jakim świat jest empirycznie. Ze względu na swą zdolność odróżniania bytu od powinności, rozumowanie może „spontanicznie” poczynać nowe zdarzenia bez bycia samo w sobie zdeterminowanym tym, co już istnieje. Na tej to podstawie Kant argumentuje przeciwko wersji kompatybilizmu, w której np. działania przestępcy są pojmowane jako mieszanka determinujących sił i wolnego wyboru, co Kant uważa za nadużycie słowa „wolny”. Kant przekonuje, że przyjęcie kompatybilistycznego poglądu prowadzi do zaprzeczenia szczególnie subiektywnej zdolności ponownego przemyślenia zamierzonego biegu działań w świetle tego, co powinno mieć miejsce. Ted Honderich wyjaśnia swój pogląd tak, że błędem kompatybilizmu jest przyjmować, że nic się nie zmienia wskutek przyjęcia determinizmu, skoro wyraźnie tracimy przezeń życiową nadzieję związaną z koncepcją ludzkiego sprawstwa.